# 公族黨氏
公族黨氏，春秋时期周王室公族。
前504年（周敬王十六年、鲁定公六年），王子朝的同黨儋翩作乱，十二月，周敬王为了逃避儋翩的祸乱，移住在姑莸。前503年（周敬王十七年、鲁定公七年），十一月二十三日，单武公、刘桓公在姑莸大夫庆氏之家迎接周敬王。晋国的籍秦护送周敬王。十二月初五日，周敬王进入王城，住在公族黨氏家里，然后到周庄王庙朝拜。杨伯峻认为黨氏实意为黨某之家。